# Friedrich Helmholz
Friedrich Helmholz (* 18. Oktober 1821 in Gronau; † 22. September 1890 in Hannover) war ein deutscher Tischler und Klavierbauer.

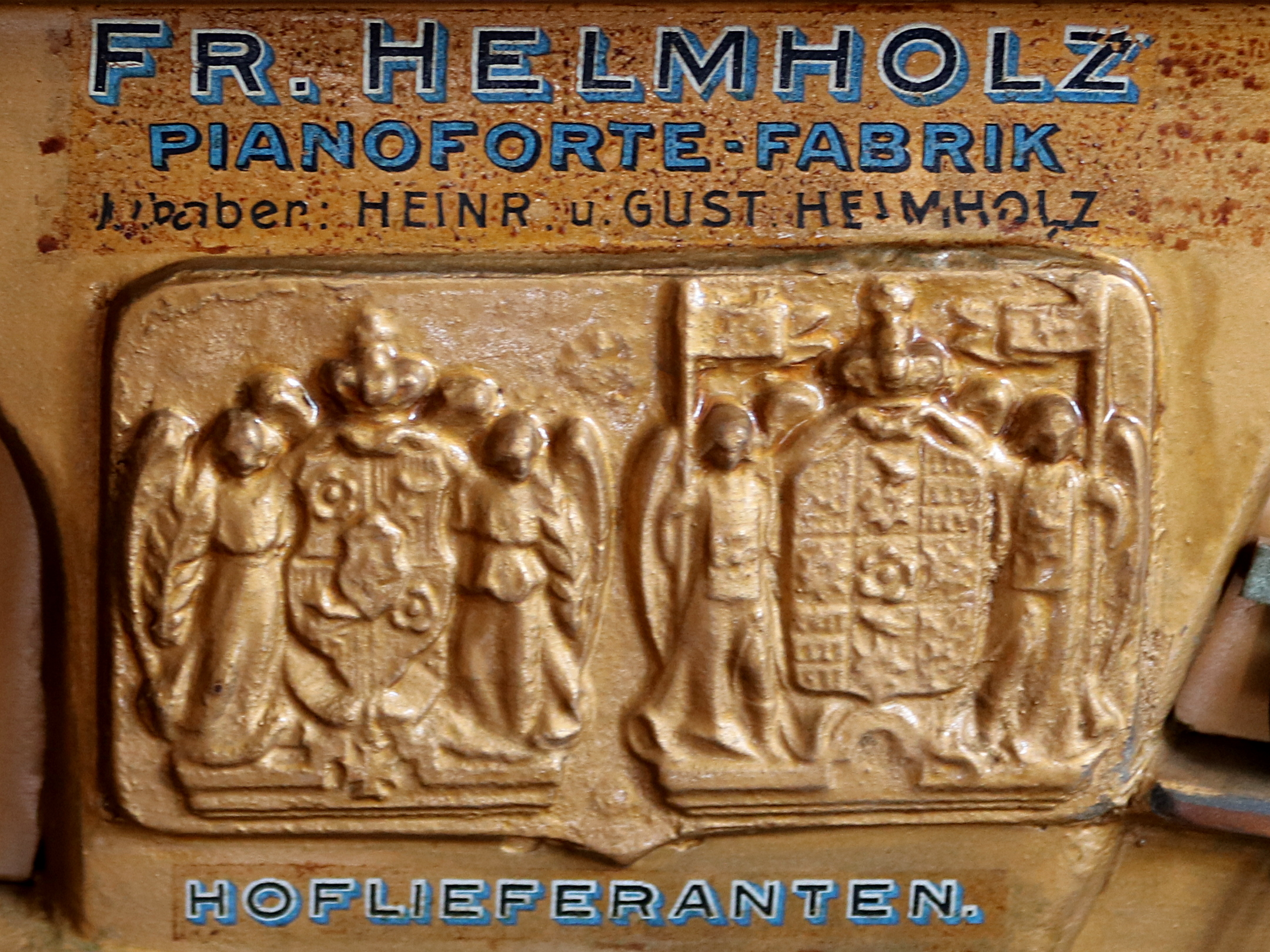
Fr. Helmholz Pianoforte Fabrik Hoflieferanten

## Leben
Friedrich Helmholz wanderte nach seiner Ausbildung zum Tischler als Geselle durch das Königreich Hannover und kam im Revolutionsjahr 1848 nach Hannover. Nach einer Anstellung erwarb er sich in seinen Freistunden musikalische Kenntnisse und erlernte während dessen das Klavierspielen.
Nachdem er 1851 in der Leinstraße eine eigene Tischlerwerkstatt gegründet hatte, begann er mit dem Bau von Klavieren, die aufgrund ihrer Qualität schon bald sehr gefragt waren. Obgleich er anfänglich noch als „Instrumentenmacher“ und -stimmer firmierte, nannte er sein Unternehmen ab 1864 „Pianofortefabrik“, in der er in den sogenannten Gründerjahren beispielsweise 1874 einen Werkmeister und 19 Gehilfen beschäftigte.
Nach 1876 unterhielt Helmholz „in prachtvollen Verkaufsräumen“ in der Braunschweiger Straße ein umfangreiches Lager mit Flügeln, Pianinos, Harmonien und Asiaphonien auch anderer Hersteller und Fabrikate. Daneben betrieb er einen Klavierverleih sowie einen Instrumententransport.
Unterdessen war Helmholz der Titel des Fürstlich Schaumburg-Lippischen Hoflieferanten verliehen worden.
Knapp ein halbes Jahrhundert nach dem Tode von Friedrich Helmholz bestand das fortgeführte Unternehmen noch zu Anfang des Dritten Reiches, wurde jedoch 1934 letztmals im Adressbuch der Stadt Hannover genannt.

## Auszeichnungen
- Silberne Ausstellungsmedaille[5]